# Sebinho-de-olho-de-ouro
Falso-tódi-d'olho-dourado ou sebinho-de-olho-de-ouro (Hemitriccus margaritaceiventer) é uma espécie de ave da família Tyrannidae.
Pode ser encontrada nos seguintes países: Argentina, Bolívia, Brasil, Colômbia, Paraguai, Peru, Uruguai e Venezuela.
Os seus habitats naturais são: florestas secas tropicais ou subtropicais, florestas subtropicais ou tropicais húmidas de baixa altitude e matagal árido tropical ou subtropical.